# Sinsay

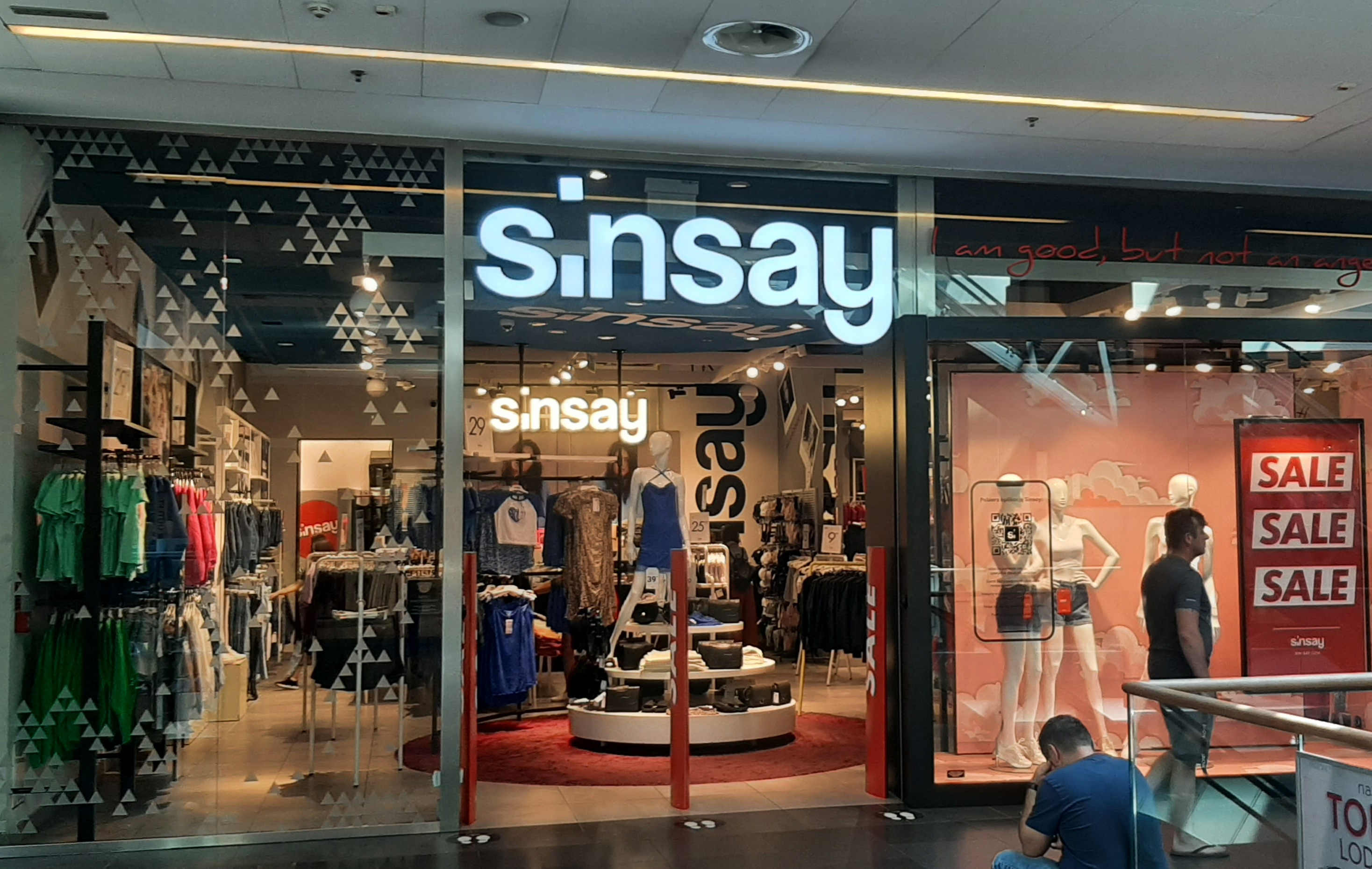
Salon odzieżowy Sinsay (LPP) w centrum handlowym Wzorcownia, Włocławek

Sinsay – polska sieć sklepów odzieżowych, powstała w 2013 roku, działająca niemal w całej Europie i należąca do polskiego przedsiębiorstwa odzieżowego LPP.
Firma specjalizuje się w modzie ulicznej, a w swojej ofercie posiada linie dla nastolatek, młodych kobiet, mężczyzn, a także ubrania ciążowe oraz produkty i akcesoria dla dzieci. Propozycje marki uzupełniają elementy wyposażenia wnętrz oraz linia kosmetyków do makijażu i pielęgnacji.

## Zasięg
Pod koniec stycznia 2022 roku, sieć liczyła 743 sklepy w całej Europie, z czego w Polsce działa 277 sklepów stacjonarnych oraz sklep internetowy.
Sklepy Sinsay w Europie:
- Polska
- Białoruś
- Bośnia i Hercegowina
- Bułgaria
- Czechy
- Niemcy
- Estonia
- Hiszpania
- Grecja
- Chorwacja
- Włochy
- Litwa
- Łotwa
- Węgry
- Rumunia
- Słowenia
- Słowacja
- Ukraina